# CBGB (película)
CBGB es una película estadounidense de 2013 dirigida y escrita por Randall Miller sobre el antiguo local de música de Nueva York CBGB. Sigue la historia del club de Hilly Kristal desde su concepto como sede de música country, bluegrass y blues hasta en lo que finalmente se convirtió: el lugar de nacimiento del rock'n'roll underground y el punk rock.

## Sinopsis
En la década de 1970 en Nueva York, Hilly Kristal está divorciado y se ha declarado en bancarrota por segunda vez. A pesar de los reveses, está decidido a poseer y administrar un bar. Con su socio comercial Merv Ferguson, Kristal convence a su madre de que les preste el dinero necesario para establecer el CBGB, que Kristal pretende convertir en un local de música country, sin pensar que con el paso del tiempo se convertirá en la cuna del punk rock.

## Reparto
- Alan Rickman es Hilly Kristal.
- Ashley Greene es Lisa Kristal.
- Malin Åkerman es Debbie Harry.
- Freddy Rodriguez es Idaho.
- Ryan Hurst es Mad Mountain.
- Stana Katic es Genya Ravan.
- Richard de Klerk es Taxi.
- Rupert Grint es Cheetah Chrome.
- Justin Bartha es Stiv Bators.
- Bronson C. Adams es Johnny Blitz.
- Joel David Moore es Joey Ramone.
- Josh Zuckerman es John Holmstrom.
- Kyle Gallner es Lou Reed.
- Johnny Galecki es Terry Ork.
- Donal Logue es Merv Ferguson.
- Taylor Hawkins es Iggy Pop.
- Mickey Sumner es Patti Smith.
- Caleb McCotter es Wayne County.
- Bradley Whitford es Nicky Gant.
- Peter Vack es Legs McNeil.
- Estelle Harris es Bertha Kristal.
- Michael Massee es el oficial Stan.

## Recepción
La película fue vapuleada por la crítica. Rotten Tomatoes reporta que apenas un 10% de los críticos le dieron una calificación positiva. En Metacritic, la película ha recibido un puntaje de 30 sobre 100, basada en 17 reseñas que indican críticas "generalmente negativas". Brian McManus de The Village Voice afirmó que el principal problema de CBGB fue tener "tanto material y no saber qué hacer con él".